# Frankly Speaking
Frankly Speaking (koreanisch 비밀은 없어, RR Bimir-eun eops-eo) ist eine südkoreanische Fernsehserie mit Go Kyung-pyo und Kang Han-na. Die Serie wurde am 1. Mai 2024 auf JTBC uraufgeführt. Sie kann in ausgewählten Regionen auf Netflix gestreamt werden.
Ein alternativer Titel ist No Secret.

## Inhaltsangabe
Der alleinstehende Song Ki-Baek arbeitet als Rundfunkansager und wird wegen seiner guten Manieren geschätzt. Ein Zwischenfall verändert ihn – er spricht nun, ohne nachzudenken. Während dies die größte Krise seines Lebens darstellt, interessiert sich On Woo-Joo, eine Autorin für TV-Varietéshows, für seine ungewöhnliche Ausdrucksweise und bringt ihn dazu, in ihrer Show aufzutreten.

## Besetzung

### Hauptdarsteller
- Go Kyung-pyo als Song Ki-baek[5]
- Kang Han-na als On Woo-ju[5]

### Nebendarsteller
- Joo Jong-hyuk als Kim Jung-heon[6]
- Shin Jung-geun als Song In-soo[7]
- Kang Ae-sim als Na Yoo-jung[7]
- Ko Kyu-pil als Yoon Ji-hoo[7]
- Baek Joo-hee als On Bok-ja[7]
- Kim Sae-byuk als Chaeyeon[7]
- Lee Bom-so-ri als Hayoung[7]